# Chaitophorus viminicola
Chaitophorus viminicola är en insektsart som beskrevs av Hille Ris Lambers 1960. Chaitophorus viminicola ingår i släktet Chaitophorus och familjen långrörsbladlöss. Inga underarter finns listade i Catalogue of Life.